# Grevena
För andra betydelser, se Grevená.
Grevena (grekiska: Περιφερειακή ενότητα Γρεβενών) är en grekisk regiondel (perifereiakí enótita), till 2010 prefekturen Nomós Grevenón, i regionen Västra Makedonien. Regiondelen hade år 2001cirka 37 947 invånare och huvudstaden är Grevena. Den totala ytan på regiondelen är 2 291 km².
Regionen är uppdelad i två kommuner. Perfekturen var uppdelad i 15 kommuner.
- Dimos Deskati
- Dimos Grevena